# Presidente Venceslau
Presidente Venceslau este un oraș în São Paulo (SP), Brazilia.